# آندکالکا
آندکالکا (به لاتین: Andekaleka) یک منطقهٔ مسکونی در ماداگاسکار است که در آتسینانانا واقع شده‌است. آندکالکا ۱۱۸ کیلومتر مربع مساحت و ۵٬۴۵۷ نفر جمعیت دارد و ۶۰۰ متر بالاتر از سطح دریا واقع شده‌است.